# Sansevieria erythraeae
Dracaena erythraeae (Sansevieria erythraeae) es una especie de Dracaena (Sansevieria) perteneciente a la familia de las asparagáceas, originaria de África oriental en Eritrea, Etiopía y Sudán.
Ahora se la ha incluido en el gen de Dracaena debido a los estudios moleculares de su filogenia.

## Taxonomía
Sansevieria erythraeae fue descrita por Giovanni Ettore Mattei y publicado en Bollettino di Studi ed Informazioni R. Giardino Coloniale 4: 170, en el año 1918.
Etimología
Sansevieria nombre genérico que debería ser "Sanseverinia" puesto que su descubridor, Vincenzo Petanga, de Nápoles, pretendía dárselo en conmemoración a Pietro Antonio Sanseverino, duque de Chiaromonte y fundador de un jardín de plantas exóticas en el sur de Italia. Sin embargo, el botánico sueco Thunberg que fue quien lo describió, lo denominó Sansevieria, en honor del militar, inventor y erudito napolitano Raimondo di Sangro (1710-1771), séptimo príncipe de Sansevero.
erythraeae: epíteto latino que significa "roja".
Sinonimia
- Sansevieria schweinfurthii Täckh. & Drar[9]